# Elektrische Polarisation
Elektrische Polarisation (oder kurz: Polarisation) {\displaystyle P} ist eine physikalische Größe aus der Elektrodynamik, die die Stärke des elektrischen Dipolmoments in einem dielektrischen Material kennzeichnet. Die Größe {\displaystyle P/\varepsilon _{0}} wird Elektrisierung genannt.
Auch bei nichtleitenden Materialien erfolgt durch Anlegen eines äußeren elektrischen Feldes eine Verschiebung von elektrischen Ladungen über kurze Distanzen in der Größenordnung eines Atomabstandes. Bei elektrischen Leitern kann diese Verschiebung über erheblich längere Strecken erfolgen und wird Influenz genannt. In beiden Fällen kann an den Oberflächen eine makroskopische Ladungsverteilung (Polarisationsladungen oder gebundene Ladungen) gemessen werden.

## Zusammenhang mit der elektrischen Feldstärke und Flussdichte
Die Polarisation hängt mit der elektrischen Feldstärke {\displaystyle E} und der elektrischen Flussdichte {\displaystyle D} über die Gleichung
{\displaystyle {\vec {D}}=\varepsilon _{0}{\vec {E}}+{\vec {P}}}
zusammen. Im Gaußschen Einheitensystem lautet die Gleichung:
{\displaystyle {\vec {D}}={\vec {E}}+4\pi {\vec {P}}}

## Mechanismen

Beispielhafter Verlauf der komplexen relativen Permittivität über einen weiten Frequenzbereich (Annahme: Das Material enthält bewegliche Dipolmoleküle). Der Realteil (rot) wurde früher als relative Dielektrizitätskonstante bezeichnet, obwohl er stark frequenzabhängig ist. Der Imaginärteil (blau) ist ein Maß für den Energieverlust im Dielektrikum. Die markanten Stellen bezeichnet man als Resonanzen, in deren Umgebung Dispersion beobachtet wird.

Jegliche Materie ist aus geladenen Bausteinen höchst unterschiedlicher Masse aufgebaut. In Nichtleitern sind diese Bausteine an ihre Umgebung gebunden, können sich aber trotzdem verschiedenartig bewegen:
- Mit Gleichspannung können Dipolmoleküle dauerhaft orientiert werden. Anwendung im Elektretmikrofon.
- Bei sehr tiefen Frequenzen (<103 Hz) können gelegentlich Ionen den Platz tauschen und bleiben auch nach Abschalten des externen Feldes dort (dielektrische Absorption). Dabei wird Energie verbraucht, weshalb {\displaystyle {\varepsilon _{r}''}} hohe Werte annimmt. Wegen der hohen Masse der Ionen können diese schnellen Feldänderungen nicht folgen und der Effekt verschwindet oberhalb von 105 Hz.
- Mit steigender Frequenz werden bei etwa 1010 Hz Dipolmoleküle zum periodischen Umklappen angeregt – sofern sie vorhanden sind und nicht durch ein Kristallgitter wie Eis festgehalten werden. Dabei kommt es beispielsweise im Mikrowellenherd zwischen benachbarten Wassermolekülen zu enormen Reibungsverlusten.
- Moleküle ohne Dipolmoment können auf diese Weise nicht erwärmt werden und eignen sich deshalb als Isoliermaterial in Hochfrequenzkondensatoren. In diesen Materialien kann auch keine Resonanz bei 1010 Hz gemessen werden.
- Bei 1012 Hz schwingen die Ionen um ihre Ruhelagen im Molekül. Weil dabei die Auslenkungen auf Bruchteile eines Atomdurchmessers begrenzt sind, ist die maximal mögliche Polarisation {\displaystyle {\varepsilon _{r}'}} recht klein. Der kurvenförmige Verlauf ist ein charakteristisches Zeichen für Resonanz und die begleitende Phasenverschiebung. Resonanz ist ausnahmslos mit Absorption verbunden.
- In der Umgebung des sichtbaren Lichtes bei 1015 Hz beobachtet man Resonanzen der Elektronen im elektrischen Feld des Atomkerns. Das führt zur Richtungsänderung von Lichtwellen in Glas (Brechungsindex) und zu Farbfiltern.
- Im UV-Gebiet bei Frequenzen über 1016 Hz beobachtet man keine elektrischen Polarisationseffekte mehr.

### Verschiebungspolarisation

Der Atomkern (positiver Ladungsschwerpunkt) wird durch ein externes Feld links neben den negativen Ladungsschwerpunkt (Elektronenhülle) gezogen.

Elektronenpolarisation: Bei unpolaren Molekülen wird die Elektronenwolke, die den Atomkern umgibt, durch das angelegte externe elektrische Feld gegen den Atomrumpf verschoben. Im Inneren des Körpers entsteht so eine makroskopische, inhomogene Ladungsverteilung. Sobald das externe Feld verschwindet, sind die Orte der Ladungsschwerpunkte wieder identisch. Handelt es sich um ein elektrisches Wechselfeld (siehe Mikrowellenherd), entsteht durch das Hin- und Herschwingen des Kerns keine Wärmeenergie.

### Orientierungspolarisation

Dipolmoment eines H_{2}O-Moleküls.
rot: negative Teilladung
blau: positive Teilladung
grün: gerichteter Dipol

In einigen Molekülsorten wie Wasser sind die Schwerpunkte der positiven bzw. negativen elektrischen Ladungen deutlich voneinander getrennt. Man spricht dann von Dipolmolekülen bzw. permanenten Dipolen, deren Richtungen im Grundzustand statistisch verteilt sind. Eine technisch bedeutsame Ausnahme sind die Elektrete, die permanent ausgerichtete elektrische Dipole enthalten.
Durch die Einwirkung eines externen elektrischen Feldes werden diese Dipole immer besser gleichgerichtet, je stärker dieses Feld ist. Diese Polarisierungsart erfolgt wegen der großen zu bewegenden Massen langsam, ferner ist sie temperaturabhängig. Eine Temperaturerhöhung stört die gleiche Ausrichtung immer mehr. Bei zunehmender Frequenz des elektrischen Feldes verschwindet diese Polarisation als Erstes. Dagegen ist die Verschiebungspolarisation nur schwach von der Temperatur abhängig.

### Ionenpolarisation
Durch das elektrostatische Feld werden die positiven und negativen Ionen eines vorher neutralen Moleküls innerhalb des Ionengitters gegeneinander verschoben, sodass ein Dipol entsteht. Beispiele sind anorganische Isolierstoffe oder Kondensatorkeramik.

### Piezoelektrizität
In manchen Dielektrika kann man durch mechanische Belastung elektrische Polarisation erzeugen. Anwendungen sind Piezofeuerzeug, Kraftsensoren und – weil der Effekt umkehrbar ist – Quarzoszillatoren.

### Raumladungspolarisation/Grenzflächenpolarisation
Hierbei geht man davon aus, dass in einem Dielektrikum freie Ladungsträger (positive+negative Ionen, Elektronen) vorhanden sind. Ohne äußeres Feld heben sich die einzelnen Ladungen auf, und das Dielektrikum wirkt nach außen elektrisch neutral. Nach Anlegen des äußeren Feldes bewegen sich Ladungsträger zur Elektrode entgegengesetzter Polarität. Es bildet sich ein „makroskopischer Dipol“. Quergrenzflächen können diese Wanderung behindern. Die Ladungstrennung innerhalb einer Schicht hat aber nach außen die gleiche Wirkung.
Beispiel: Öl-Papier-Isolation, Einschlüsse im Dielektrikum

## Quantitative Betrachtung
Die Polarisation bezeichnet das Vektorfeld, das aus einem permanenten oder induzierten Dipolmoment in einem dielektrischen Material resultiert. Dabei ist der Polarisationsvektor {\displaystyle {\vec {P}}} definiert als das Dipolmoment pro Volumen.
Die Abhängigkeit der Polarisation {\displaystyle {\vec {P}}} vom elektrischen Feld {\displaystyle {\vec {E}}} ist im Allgemeinen nichtlinear und anisotrop:
{\displaystyle P_{i}/\varepsilon _{0}=\sum _{j}\chi _{ij}^{(1)}E_{j}+\sum _{jk}\chi _{ijk}^{(2)}E_{j}E_{k}+\sum _{jk\ell }\chi _{ijk\ell }^{(3)}E_{j}E_{k}E_{\ell }+\cdots \!}
Die {\displaystyle \chi ^{(i)}} sind Tensoren {\displaystyle (i+1)}-ter Stufe, {\displaystyle \varepsilon _{0}} ist die elektrische Feldkonstante. {\displaystyle \chi ^{(1)}} beschreibt die lineare Suszeptibilität, {\displaystyle \chi ^{(2)}} ist für den Pockels-Effekt und {\displaystyle \chi ^{(3)}} für den Kerr-Effekt verantwortlich.
In einem homogenen linearen isotropen dielektrischen Medium ist die Polarisation parallel und proportional zum elektrischen Feld {\displaystyle {\vec {E}}}:
{\displaystyle {\vec {P}}=\varepsilon _{0}\chi {\vec {E}}}
wobei {\displaystyle \chi } die elektrische Suszeptibilität des Mediums ist, d. h. {\displaystyle \chi _{ij}^{(1)}=\chi \,\delta _{ij}} und {\displaystyle \chi ^{(i)}=0} für {\displaystyle i\geq 2}.
Wenn die Polarisation {\displaystyle {\vec {P}}} nicht proportional zum elektrischen Feld {\displaystyle {\vec {E}}} ist, dann wird das Medium nichtlinear genannt (siehe auch: nichtlineare Optik). Wenn die Richtung von {\displaystyle {\vec {P}}} nicht parallel zu der von {\displaystyle {\vec {E}}} ist, wie das in vielen Kristallen der Fall ist, ist das Medium anisotrop (siehe auch: Kristalloptik).
Die oben genannten Polarisationsarten summieren sich zu einer Gesamtpolarisation bzw. Gesamtsuszeptibilität auf:
{\displaystyle \,\chi =\chi _{\text{Elektron}}+\chi _{\text{Ion}}+\chi _{\text{Orientierung}}}
Die einzelnen Suszeptibilitäten sind frequenzabhängig. Für niedrige Frequenzen tragen alle Teile bei. Bei höheren Frequenzen verschwindet zuerst die Orientierungspolarisation (die Moleküle können mit dem schnell wechselnden E-Feld nicht mehr mitrotieren, etwa ab Mikrowellenbereich), dann die ionische Polarisation (die Ionen können wegen ihrer Trägheit dem Feld nicht mehr folgen, etwa ab Infrarot-Bereich) und schließlich die elektronische Polarisation (etwa ab UV-Bereich), sodass die Gesamtsuszeptibilität im Höchstfrequenzbereich auf null absinkt.

## Raumladungsdichte und Oberflächenladungsdichte
Ist die Polarisation überall gleich stark, gleichen sich die makroskopischen Dipole aus und das Material ist elektrisch neutral. Verändert sich die Polarisation mit dem Ort ist dies nicht mehr der Fall und man erhält eine Ladungsdichte {\displaystyle \rho _{\mathrm {P} }}
{\displaystyle \rho _{\mathrm {P} }=-{\vec {\nabla }}\cdot {\vec {P}}}
Dabei bezeichnet {\displaystyle {\vec {\nabla }}} den Nabla-Operator.
An Grenzflächen gibt es keine benachbarten Dipole, die die Ladung ausgleichen. Man erhält deshalb eine Oberflächenladungsdichte {\displaystyle \sigma _{\mathrm {P} }}
{\displaystyle \sigma _{\mathrm {P} }=-{\vec {n}}\cdot {\vec {P}}}
mit dem Normalenvektor {\displaystyle {\vec {n}}} der Grenzfläche.